# Estratonice (filha de Ariarates IV)
Estratonice foi uma filha do rei da Capadócia Ariarates IV. Ela foi esposa de Eumenes II de Pérgamo. Segundo Estrabão, eles foram os pais de Átalo III Filómetor Evérgeta, sucessor de Eumenes II.